# Чкаља, снага кладе ваља
„Чкаља, снага кладе ваља” југословенски филм из 1989. године. Режирао га је Чедомир Петровић који је написао и сценарио.

## Улоге
| Глумац                    | Улога |
| ------------------------- | ----- |
| Миодраг Петровић Чкаља    |       |
| Нада Блам                 |       |
| Жарко Митровић            |       |
| Чедомир Петровић          |       |
| Мирослав Дуда Радивојевић |       |